# Schweizer Truppen in venezianischen Diensten

Flagge der Republik Venedig mit dem Markuslöwen

Zwölf Schweizer Truppen waren von 1573 bis 1719 in venezianischen Diensten. Im östlichen Mittelmeerraum konnten die militärischen Kräfte der Republik Venedigs, zu denen von 1573 bis 1719 immer wieder Schweizer Truppen gehörten, nicht verhindern, dass ihnen die Osmanen schrittweise Zypern, Kreta und den Peloponnes entrissen.
Schweizer Truppen in fremden Diensten hiess der von Behörden der Eidgenossenschaft mit Staatsverträgen geregelte Solddienst von geführten, ganzen Truppenkörpern im Ausland. Diese Verträge enthielten ein Kapitel, das die militärischen Angelegenheiten regelte: die sogenannte Kapitulation oder Privatkapitulation, wenn einer der Vertragspartner ein privater Militärunternehmer war.

## Übersicht der Schweizer Truppen in venezianischen Diensten
| im Krieg mit den Osmanen um Zypern und Kreta 1571–1681 |                     |               |
| #ven                                                   | Bezeichnung         | Jahr          |
| 83. Doge Gerolamo Priuli 1559–1567                     |                     |               |
| 1                                                      | Regiment Lussy      | 1560–1573     |
| 92. Doge Giovanni Bembo 1615–1618                      |                     |               |
| 2                                                      | Regiment von Salis  | 1616–1619     |
| 3                                                      | Kompanie von Salis  | 1617–1620     |
| 99. Doge Francesco Molin 1646–1655                     |                     |               |
| 4                                                      | Regiment Werdmüller | 1648–1651     |
| 5                                                      | Regiment Escher     | ca. 1650–1660 |
| 103. Doge Giovanni Pesaro 1658–1659                    |                     |               |
| 6                                                      | Regiment von Weiss  | 1658–1661     |

| im Krieg mit den Osmanen um den Peloponnes 1683–1719 |                      |           |
| #ven                                                 | Bezeichnung          | Jahr      |
| 106. Doge Alvise Contarini 1676–1684                 |                      |           |
| 7                                                    | Kompanie Augsburger  | 1681      |
| 107. Doge Marcantonio Giustinian 1684–1688           |                      |           |
| 8                                                    | Regiment von Roll    | 1686      |
| 109. Doge Silvestro Valier 1694–1700                 |                      |           |
| 9                                                    | Regiment Schmid      | 1696–1697 |
| 111. Doge Giovanni II. Corner 1709–1722              |                      |           |
| 10                                                   | Regiment Müller      | 1716–1719 |
| 11                                                   | Regiment von Stockar | 1716–1719 |
| 12                                                   | Regiment von Salis   | 1716–1719 |

Doge von Venedig
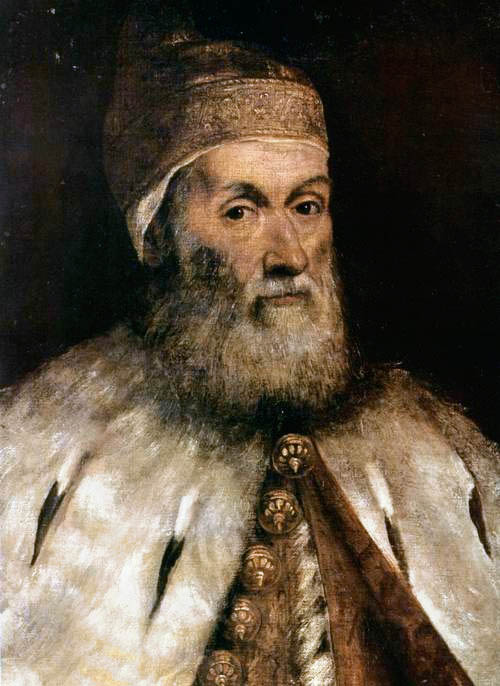
Gerolamo Priuli
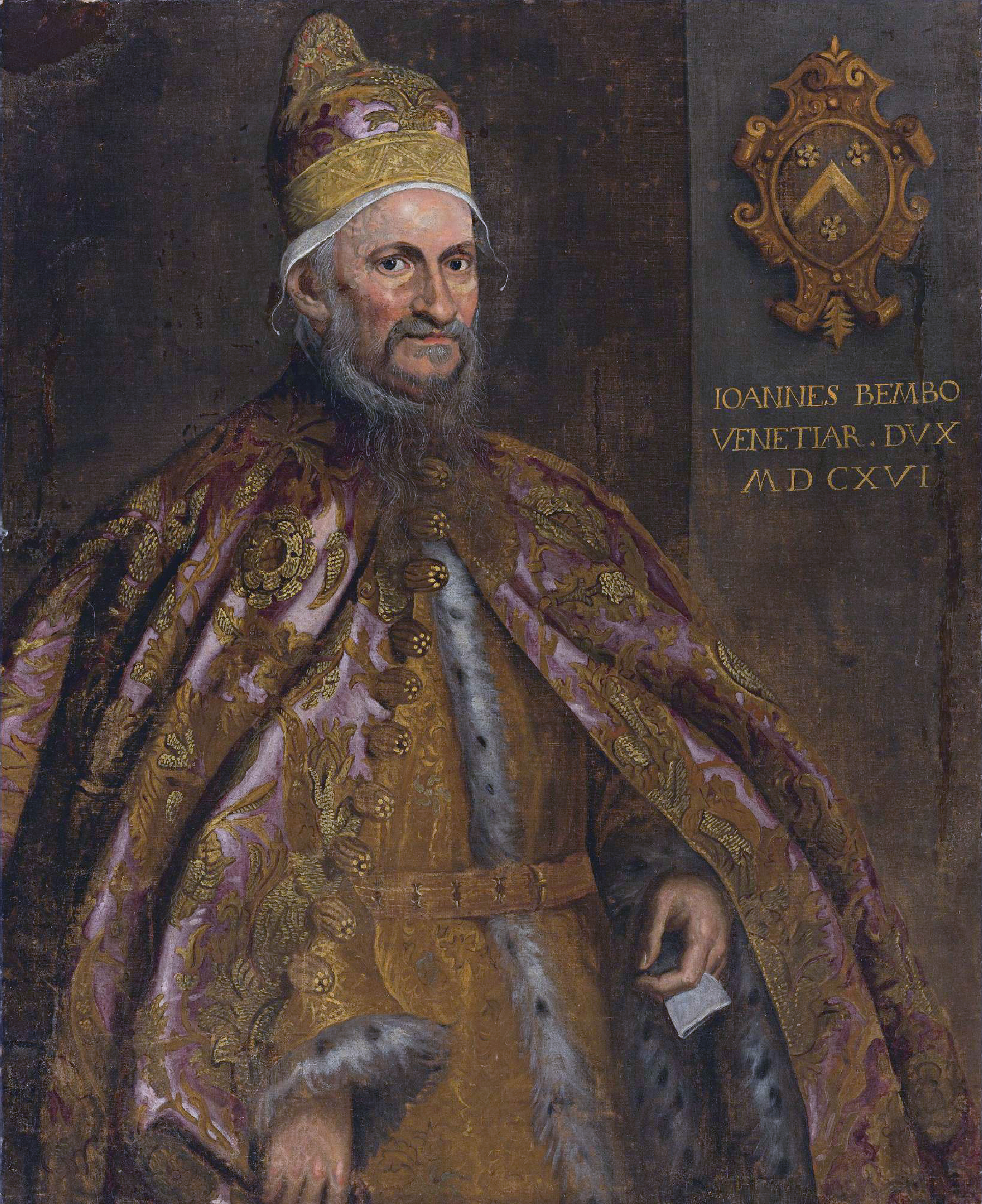
Giovanni Bembo
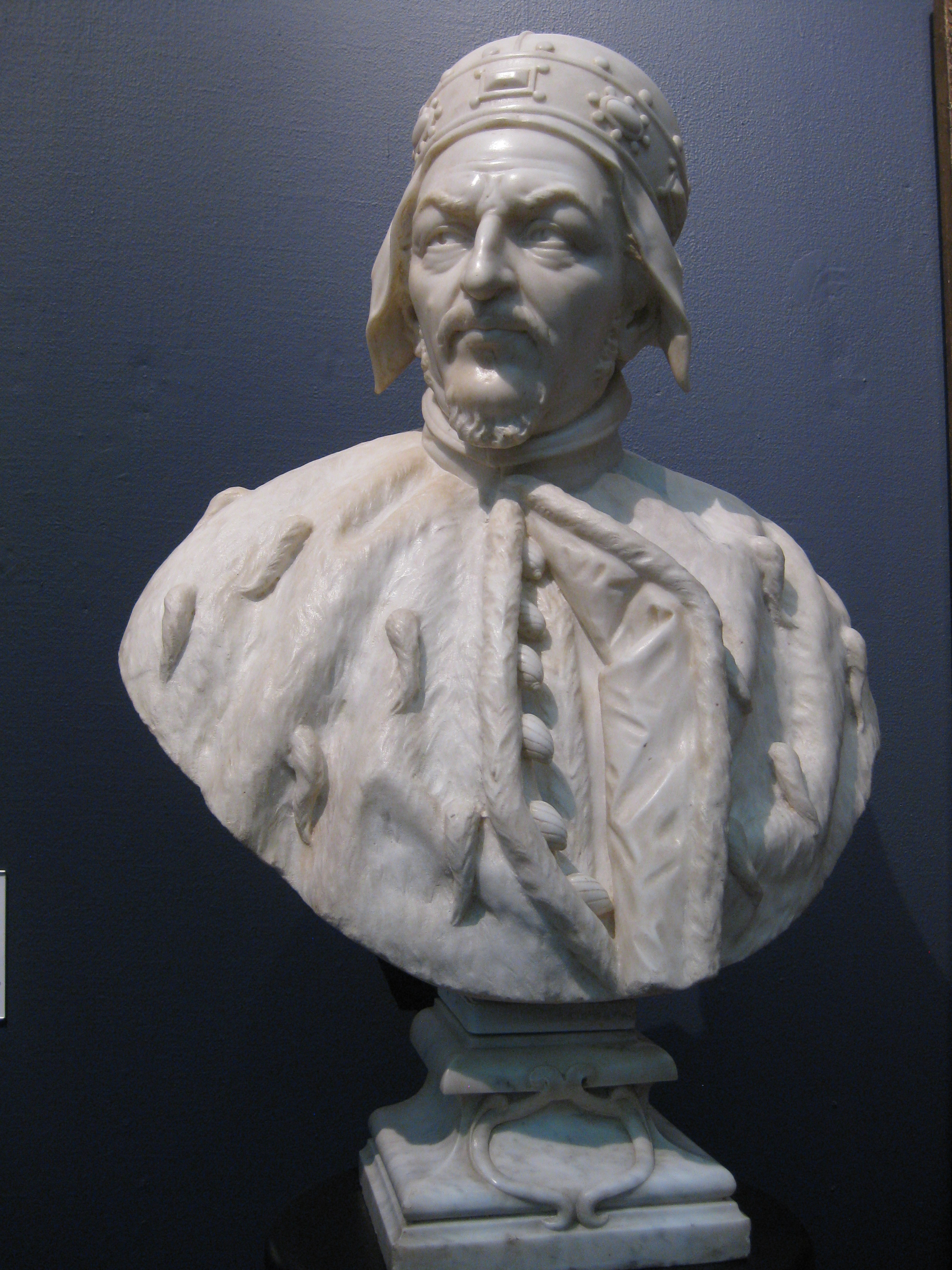
Francesco Molin
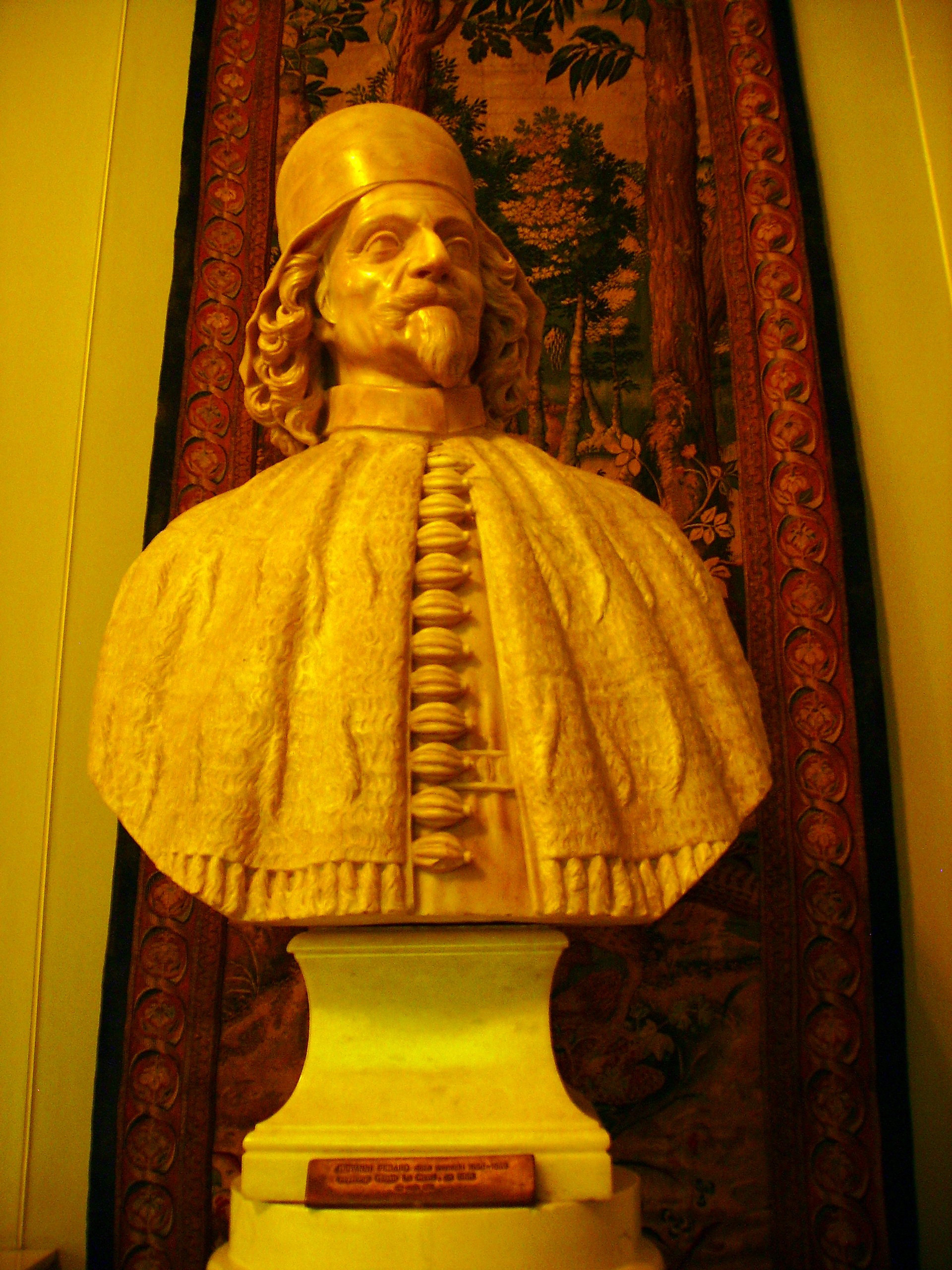
Giovanni Pesaro
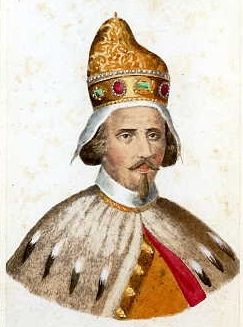
Alvise Contarini
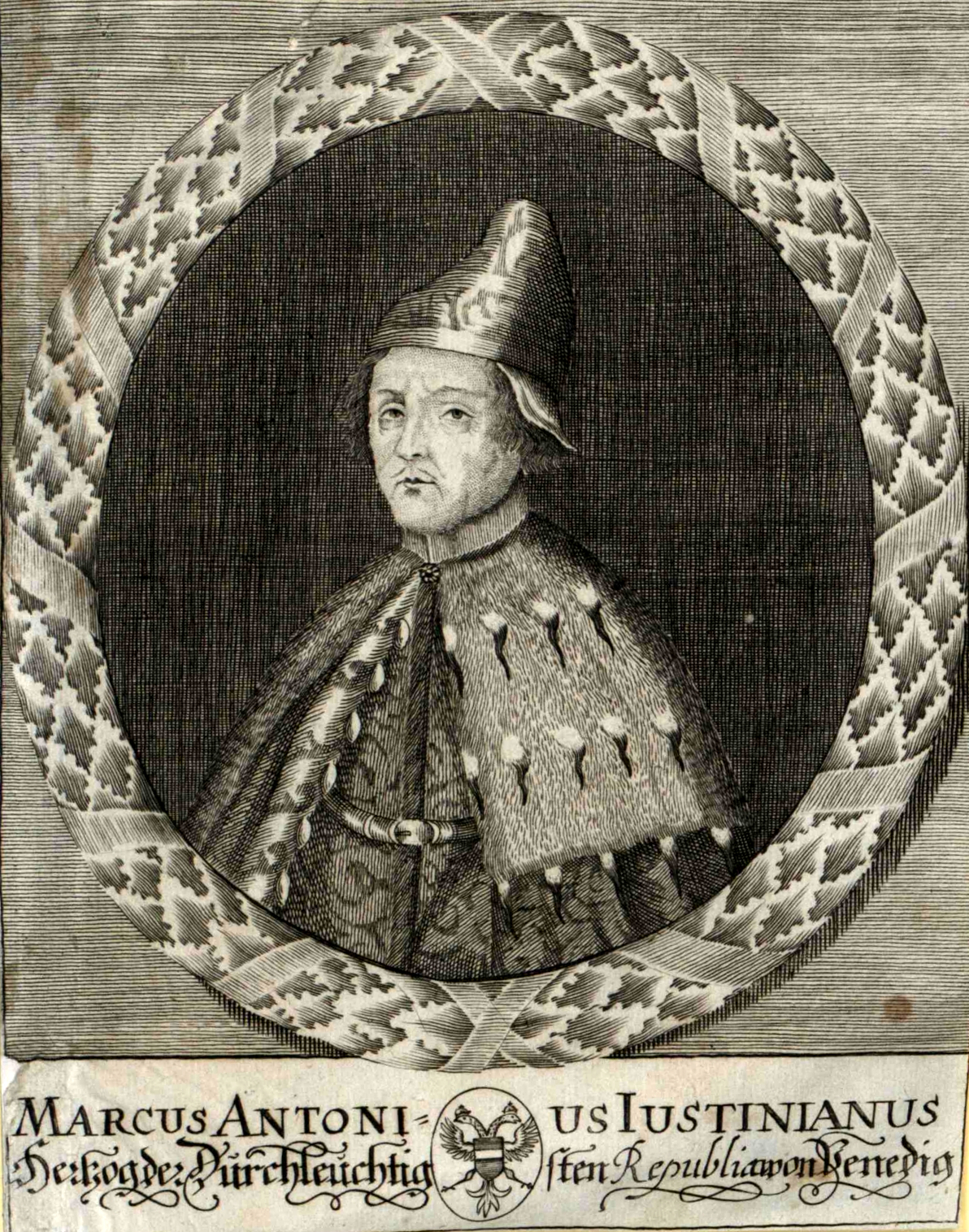
Marcantonio Giustinian
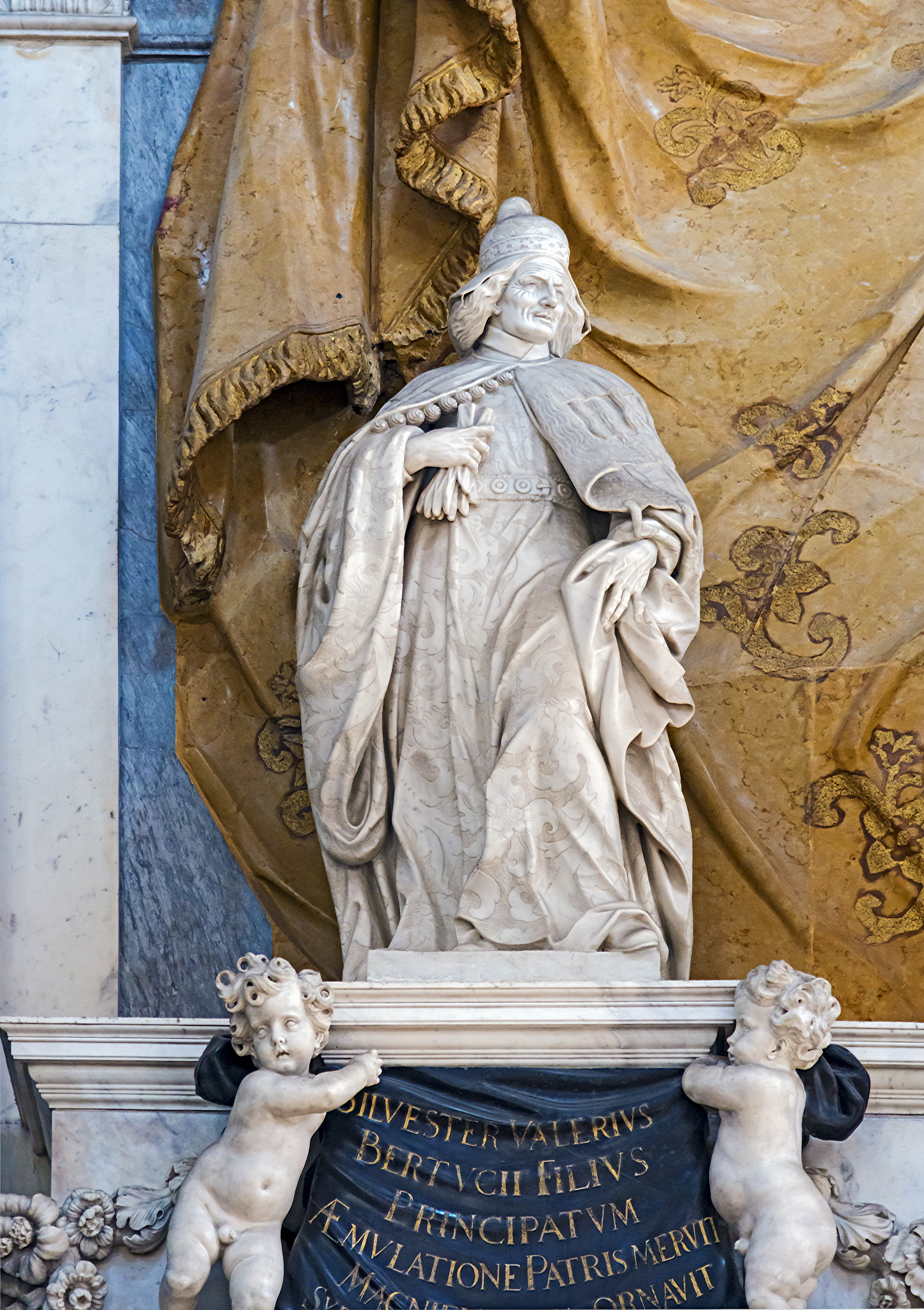
Silvestro Valier
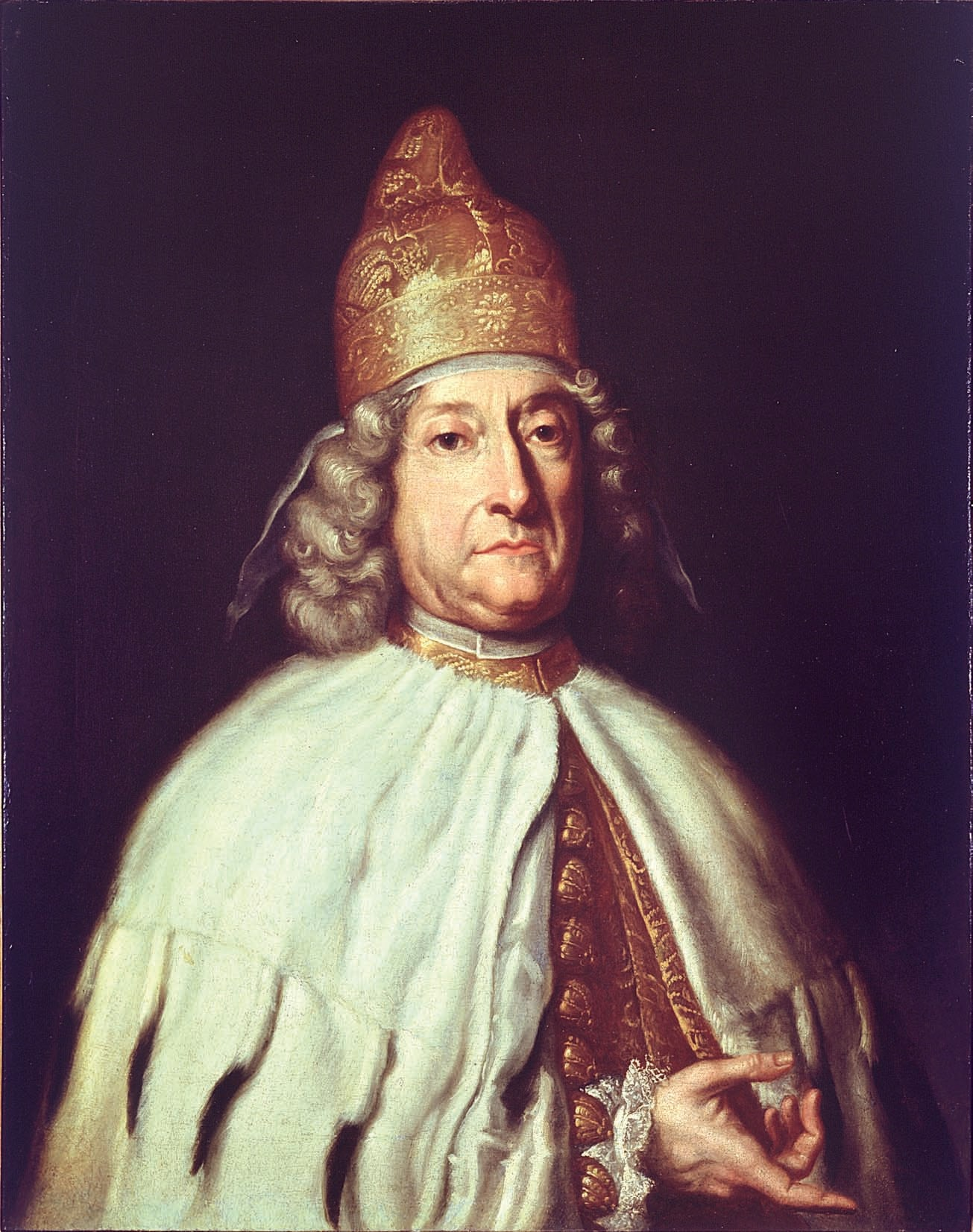
Giovanni II. Corner

## Ausgangssituation: der Verlust von Zypern

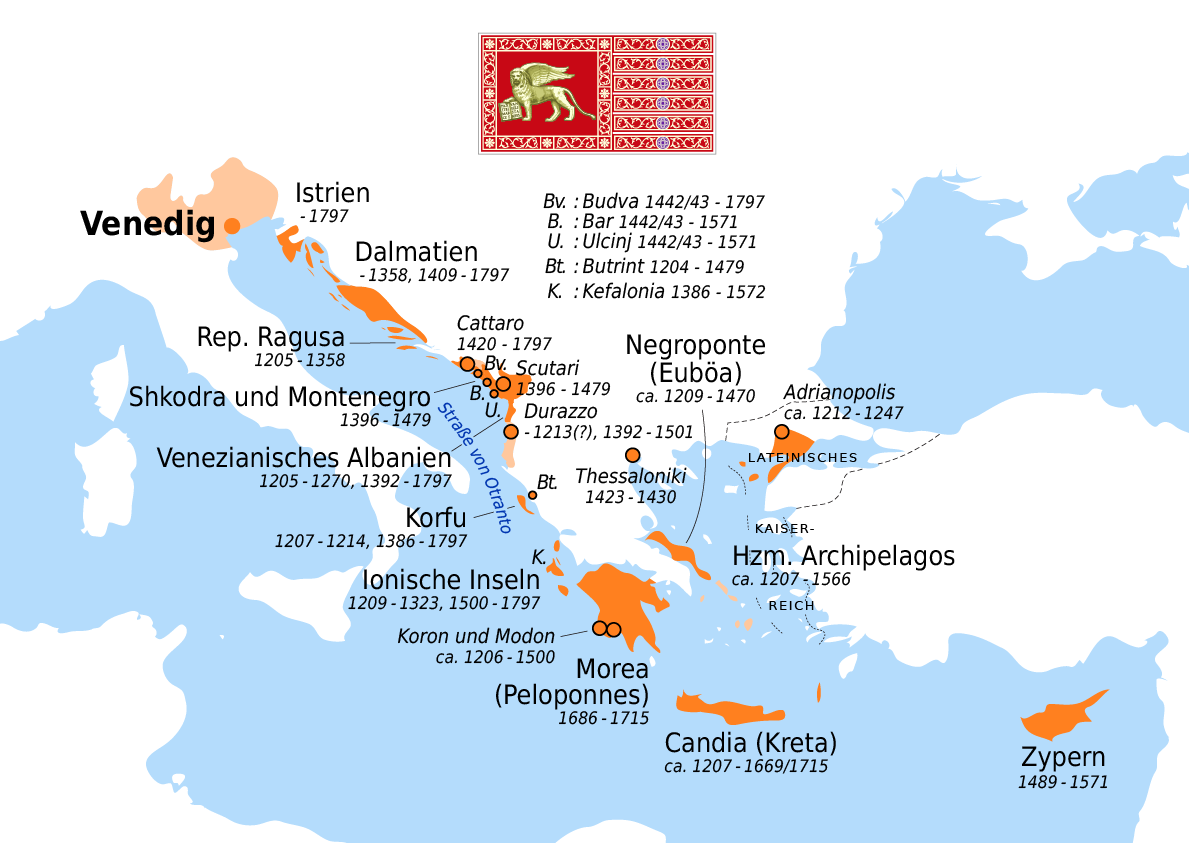
Venezianische Kolonien und Stützpunkte

Als sie 1573 zum ersten Mal eine Schweizer Truppe anforderte, war die Republik Venedig bereits auf dem absteigenden Ast. Zwei Generationen vorher hatte der Portugiese Vasco da Gama den Seeweg nach Indien erschlossen. Dies war der Anfang vom Ende für die Wirtschaft Venedigs, einst unbestrittener und prosperierender Dreh- und Angelpunkt der Handelsströme mit dem Orient über die Seidenstrasse.
1571, im August, begann der militärische Niedergang der Republik Venedig „Serenissima“ (italienisch: Serenissima Repubblica di San Marco, Erlauchteste Republik des Heiligen Markus). Nach einjährigem zähen Abwehrkampf verlor die Republik Venedig die Insel Zypern an die Osmanen. Klar folgte auch Venedig dem Aufruf von Papst Pius V. an die christlichen Mittelmeerländer, in einer Heiligen Liga der osmanischen Expansion entgegenzutreten, der bereits Spanien unter Philipp II., die Seerepublik Genua, alle oberitalienischen Herzogtümer, die Stadtrepublik Lucca und die Malteser Ritter angehörten. Der oberste Kriegsherr der Stadt, Doge Alvise Mocenigo I., war sogar in der Lage, aus dem Arsenal umgehend 110 der insgesamt 211 Schiffe der abendländischen Flotte unter dem Oberbefehl von Don Juan de Austria beizustellen, die im Oktober 1571 bei Lepanto auf die osmanische Flotte traf. Doch es sollte das letzte Mal sein, dass die stolze Republik im Konzert der Mächtigen eine Rolle spielte. In der Seeschlacht erlitten die Osmanen unter dem Befehlshaber Kaptan-i Derya Ali Pascha, der dabei den Tod fand, zwar eine vernichtende Niederlage. Doch seine finanziell und militärisch begrenzten Ressourcen und die schwindende Unterstützung durch Philipp II. zwangen Venedig 1573, Zypern in einem Separatfrieden endgültig den Osmanen zu überlassen.

## Nach der Seeschlacht von Lepanto 1571
Die katholischen Orte bewilligten Venedig 1573 erstmals, einem früheren Vertrag von Nidwalden von 1560 folgend, den Auszug einer Innerschweizer Truppe nach Dalmatien.
| Bezeichnung, Einsatzdauer         | (1ven)Regiment Lussy 1560–1573 |
| Jahr, Vertragspartner             | 1560, Privatkapitulation von Landammann von Unterwalden und Oberst Melchior Lussi mit Venedig, von Unterwalden genehmigt. In Friedenszeiten zahlte ihm die Republik Venedig jährlich 1200 Scudi für den Unterhalt von zwölf Hauptleuten, die er in Eid zu nehmen und stets zur Verfügung zu halten hatte. Im Kriegsfall hatte er innert eines Monats nach Empfang des Befehls zwölf Kompanien zu 300 Mann auszuheben, welche mit je 1500 Scudi im Monat besoldet wurden. 1000 Scudi waren für den Obersten und seinen Stab vorgesehen. Der Vertrag dauerte vier Jahre fest (mit einer Verlängerungsoption von zwei Jahren für Venedig). Nach dieser Frist hatte Lussi um Erneuerung nachzusuchen. Während der Vertrag lief, durften Lussi und seine Hauptleute nicht anderen Fürsten dienen. Sie mussten gegen jedermann kämpfen, ausgenommen gegen den Papst und seine Kirche, und, wenn es Not tat, sollte der eigene Kanton dem fremden Dienste vorgehen. 1573 Kapitulation zwischen der Republik Venedig und den Kantonen Uri, Schwyz, Unterwalden, Luzern, Zug, Solothurn, Freiburg. |
| Bestand, Formation                | 1 Regiment mit einem Sollbestand von 3'000 Mann. |
| Besitzer, Kommandant, Namensgeber | Angeworben von Oberst Melchior Lussi aus Unterwalden, seit 1558 (bis zu seinem Tod 1606) mit einer venezianischen Pension versehen. |
| Herkunft Kader, Truppe            | Angeworben in den katholischen Orten. 1571 nannte Lussi folgende Hauptleute: Hans Waser, Sohn Melchior Lussi, Bruder Wolfgang Lussi, alle drei von Unterwalden; Caspar Abyberg, Hans Gasser, Schwiegervater Jost Aufder Maur, Balthasar Luchsinger, genannt Mürdi, alle vier von Schwyz; die beiden Brüder Johannes und Walter Zumbrunnen sowie Ambrosius Büntener, alle drei aus Uri. |
| Einsatz, Ereignisse               | 1573 zum ersten Mal von Venedig angefordert, war der Dienst in der Garnison Zara (Zadar) in Dalmatien vorgesehen. Als Lussi mit 1'600 Mann und 1'085 Ruderknechten in Venedig einrückte, war der Separatfrieden mit den Osmanen jedoch bereits in Kraft. Er musste sein Regiment unverrichteter Dinge wieder in die Schweiz zurück führen. |

Durch den wachsenden Einfluss Habsburgs in der Adria, das Vorrücken der Osmanen im östlichen Mittelmeer und die zunehmenden Spannungen mit dem Papst beunruhigt, suchte der Doge Leonardo Donà kurz nach der Jahrhundertwende über seinen Unterhändler Gregorio Barbarigo erneut Kontakt zu den Eidgenossen, diesmal zu den benachbarten Drei Bünden (heute: Graubünden) und den beiden grossen protestantischen Orten Bern und Zürich:
1606 schlossen die Drei Bünde mit Venedig einen formellen Offensiv- und Defensivvertrag mit 100 Jahren Gültigkeit ab. 1616 folgten Bern und Zürich mit einem eigenen Bündnis. Es wurde im folgenden Jahr vom venezianischen Grossen Rat ratifiziert und 1618 in Zürich feierlich beschworen.
| Bezeichnung, Einsatzdauer         | (2ven)Regiment von Salis 1616–1619 |  |
| Jahr, Vertragspartner             | 1616, Kapitulation zwischen der Republik Venedig und den Drei Bünden. |  |
| Bestand, Formation                | 1 Regiment von 3'000 Mann. |  |
| Besitzer, Kommandant, Namensgeber | Ausgehoben von Oberst Hercules von Salis aus Grüsch. |  |
| Herkunft Kader, Truppe            | Ausgehoben in den Drei Bünden. |  |
| Einsatz, Ereignisse               | Einsatz gegen die Uskoken in Istrien und 1618 in Venedig bei der Aufdeckung der spanischen Verschwörung von (Manuel-)Pedro Girón de Velasco, Herzog von Osuna und Vizekönig von Neapel, und Alfonso de la Cueva-Benavides y Mendoza-Carrillo, Marquis von Bedmar und spanischer Botschafter in Venedig, die einen Handstreich von deutschen Landsknechten auf die Stadt geplant hatten. |  |

| Bezeichnung, Einsatzdauer         | (3ven)Kompanie von Salis 1617–1620                                                                                 | (3ven)Kompanie von Salis 1617–1620                                    |
| Jahr, Vertragspartner             | 1617, Kapitulation zwischen der Republik Venedig und den Drei Bünden.                                              | 1617, Kapitulation zwischen der Republik Venedig und den Drei Bünden. |
| Bestand, Formation                | 1 Kompanie von 300 Mann.                                                                                           | 1 Kompanie von 300 Mann.                                              |
| Besitzer, Kommandant, Namensgeber | Unter Hauptmann Ulysses von Salis von Marschlins, Sohn des obgenannten Hercules von Salis aus Grüsch (Graubünden). |                                                                       |
| Herkunft Kader, Truppe            | Ausgehoben in den Drei Bünden.                                                                                     |                                                                       |
| Einsatz, Ereignisse               | Belagerung von Gradisca während des Konfliktes mit Österreich.                                                     |                                                                       |

## Der Krieg mit den Osmanen um Kreta 1645–1669
1630 brach in der übervölkerten Stadt die Pest aus, kostete einem Drittel der Bewohner das Leben und beschädigte die venezianische Wirtschaft nachhaltig. Zudem begann 1645 ein 24-jähriger Konflikt mit den Osmanen in der Ägäis und in Griechenland, in dem schliesslich Kreta endgültig und auch Teile des Peloponnes an die Osmanen verloren gingen. Auch in diesem Zusammenhang griff Venedig auf seine eidgenössischen Verbündeten zurück.
| Bezeichnung, Einsatzdauer         | (4ven)Regiment Werdmüller 1648–1651 | (4ven)Regiment Werdmüller 1648–1651 |
| Jahr, Vertragspartner             | 1648, Kapitulation zwischen der Republik Venedig und den Kantonen Bern und Zürich. |                                     |
| Bestand, Formation                | 1 Regiment von 2'200 Mann in 2 Bataillonen mit 11 Kompanien (6 von Zürich und 5 von Bern). |                                     |
| Besitzer, Kommandant, Namensgeber | Ausgehoben von Oberst Johann Rudolf Werdmüller aus Zürich. |                                     |
| Herkunft Kader, Truppe            | Teilweise zwangsrekrutiert (Missliebige, Delinquenten, Täufer u. ä.) in Bern und Zürich, was die Truppe für Desertion anfällig machte. |                                     |
| Einsatz, Ereignisse               | eingesetzt in den festen Plätzen in Dalmatien gegen die Osmanen, geriet Werdmüller mit dem venezianischen Oberkommando in einen Zwist über die Einhaltung der Kapitulationsregel bezüglich Detachierungen, mit schlechter Verpflegung und Ausbleiben der Zahlungen als Folge. Es kam nicht zum Kampfeinsatz, aber die ungünstigen Verhältnisse, das ungewohnte Klima und Krankheiten liessen den Bestand auf etwa 800 Mann schmelzen, bevor das Regiment 1650 nach Venedig zurückkehrte und im nächsten Jahr entlassen wurde. Wegmüller hatte seine Truppe mit harter Hand geführt und musste sich dafür vor dem Zürcher Rat rechtfertigen. Die Regelung der ausstehenden Soldansprüche dauerte noch eine geraume Weile. |                                     |

| Bezeichnung, Einsatzdauer         | (5ven)Regiment Escher ca. 1650–1660                                                                                         | (5ven)Regiment Escher ca. 1650–1660 |
| Jahr, Vertragspartner             | k. A. |                                     |
| Bestand, Formation                | 1 Regiment von 3'000 Mann.                                                                                                  |                                     |
| Besitzer, Kommandant, Namensgeber | Ausgehoben von Oberst Johann Peter Escher aus Zürich, der vorher im 30-jährigen Krieg unter Gustav II. Adolf gedient hatte. |                                     |
| Herkunft Kader, Truppe            | Zum grössten Teil aus deutschen Mannschaften gebildet.                                                                      |                                     |
| Einsatz, Ereignisse               | Einsatz in Dalmatien und auf Kandia (Kreta).                                                                                |                                     |

| Bezeichnung, Einsatzdauer         | (6ven)Regiment von Weiss 1658–1661 | (6ven)Regiment von Weiss 1658–1661 |
| Jahr, Vertragspartner             | 1658, Kapitulation zwischen der Republik Venedig und den Kantonen Bern und Zürich.                                                                                              |                                    |
| Bestand, Formation                | 1 Regiment von 1'200 Mann in 2 Bataillonen. |                                    |
| Besitzer, Kommandant, Namensgeber | Ausgehoben von Oberst Gabriel von Weiss von Molens, Burger von Bern. Weiss war bereits von 1648–1651 mit dem Regiment Werdmüller in venezianischen Diensten im Einsatz gewesen. |                                    |
| Herkunft Kader, Truppe            | k. A. |                                    |
| Einsatz, Ereignisse               | Einsatz auf Korfu. |                                    |

1665 fragte Venedig erneut in Zürich und Bern für ein Regiment von 2'000 Mann an. Durch die offensichtlich schlechten Erfahrungen in den beiden vorausgehenden Auszügen von Escher und Weiss gewarnt, schraubten die Kantone dabei die Anforderungen in der Kapitulation deutlich höher, was die Verhandlungen mit dem venezianischen Residenten in Zürich, Francesco Giavarino, in die Länge zog. Mit Georg Werdtmüller war bereits der Regimentskommandant bestimmt, als Venedig schliesslich doch auf die Werbung verzichtete. 1681 betrachtete Venedig sogar die Gefahr eines feindlichen Angriffes als nicht vorhanden und die jährlich 8'000 Dukaten Provision an die beiden Städte als zu hoch und kündigte den Vertrag. Das Bündnis mit den katholischen Kantonen lief jedoch weiter.

## Die Kriege mit den Osmanen um den Peloponnes 1683–1699 und 1714–1718
1683 war die osmanische Belagerungsarmee vor Wien am Kahlenberg zum Abzug gezwungen worden. Dieser glück- und schicksalshafte Sieg hatte auch in Venedig neuen Mut aufkommen lassen. 1683–1687 schaffte es der fähige Condottiere und spätere Doge Francesco Morosini, auch mit dem Einsatz von Schweizer Truppen, vorübergehend den ganzen Peloponnes wieder unter Kontrolle zu bringen. Doch 1718 ging im Frieden von Passarowitz der Peloponnes trotzdem endgültig an die Osmanen verloren. Der Widerstand der griechischen Bevölkerung gegen die Venezianer war, nach jahrhundertelang ertragener Willkür, grösser als ihre Angst vor den Osmanen. Immerhin konnte Venedig Geländegewinne in Dalmatien erzielen.
| Bezeichnung, Einsatzdauer         | (7ven)Kompanie Ougspurger 1681 | (7ven)Kompanie Ougspurger 1681                       |
| Jahr, Vertragspartner             | Keine offizielle Kapitulation (Privatkapitulation?). | Keine offizielle Kapitulation (Privatkapitulation?). |
| Bestand, Formation                | 1 Freikompanie von 400 Mann. |                                                      |
| Besitzer, Kommandant, Namensgeber | Ausgehoben von Hauptmann David Ougspurger von Bern. |                                                      |
| Herkunft Kader, Truppe            | k. A. |                                                      |
| Einsatz, Ereignisse               | Die Kompanie wurde in Kämpfen auf dem Peloponnes gegen die Osmanen fast vollständig vernichtet. Nur wenige entrannen den Kämpfen, Kriegsgräueln und epidemischen Krankheiten. |                                                      |

| Bezeichnung, Einsatzdauer         | (8ven)Regiment von Roll 1686 |
| Jahr, Vertragspartner             | 1686, Kapitulation zwischen der Republik Venedig und den Kantonen Uri, Schwyz, Unterwalden, Luzern, Zug, Solothurn, Freiburg.                                                             |
| Bestand, Formation                | 1 Regiment von 2'400 Mann in 3 Bataillonen. |
| Besitzer, Kommandant, Namensgeber | Ausgehoben von Oberst Johann Ludwig von Roll von Emmenholz aus Solothurn. |
| Herkunft Kader, Truppe            | k. A. |
| Einsatz, Ereignisse               | Das Regiment wurde in Kämpfen auf dem Peloponnes gegen die Osmanen fast vollständig vernichtet. Nur etwa der zehnte Teil entrann den Kämpfen, Kriegsgräueln und epidemischen Krankheiten. |

| Bezeichnung, Einsatzdauer         | (9ven)Regiment Schmid 1688–1691 | (9ven)Regiment Schmid 1688–1691 |
| Jahr, Vertragspartner             | 1688, Kapitulation zwischen der Republik Venedig und den Kantonen Uri, Schwyz, Unterwalden, Luzern, Zug, Solothurn, Freiburg. Im Artikel 1 stand: „Erstlichen wirt man machen ein regiment von 2 bis in dri tusent schwizeren, gewerte, mit degen und gehenkh, musgeten und patronentäschen. Der drite teil soll sein pigenierer und zwei teil musquetierer; es sollen auch an der siten des teges einen dolchen tragen.“ Die Dienstzeit war auf 3 Jahre vereinbart. | 1688, Kapitulation zwischen der Republik Venedig und den Kantonen Uri, Schwyz, Unterwalden, Luzern, Zug, Solothurn, Freiburg. Im Artikel 1 stand: „Erstlichen wirt man machen ein regiment von 2 bis in dri tusent schwizeren, gewerte, mit degen und gehenkh, musgeten und patronentäschen. Der drite teil soll sein pigenierer und zwei teil musquetierer; es sollen auch an der siten des teges einen dolchen tragen.“ Die Dienstzeit war auf 3 Jahre vereinbart. |
| Bestand, Formation                | 1 Regiment von 2'500 Mann. | |
| Besitzer, Kommandant, Namensgeber | Unter Oberst Sebastian Peregrin Schmid aus Altdorf. | |
| Herkunft Kader, Truppe            | Von den Offizieren sind bekannt: Oberwachtmeister Johann Franz Zurlauben, Hauptmann Josef Anton Bessler, Hauptmann Johann Peter Püntener, Hauptmann Johann Franz Brücker, Hauptmann Johann Franz Scolar, Hauptmann Johann Sebastian Reding, Fähnrich Florian Schmid, Fähnrich Johann Josef Stricker, Fähnrich Capellet, Fähnrich Crivelli (alle aus Uri), Oberst Joseph Heller, Hauptmann Johann Rochus Abyberg (beide aus Schwyz), Oberstleutnant Achermann aus Obwalden, Oberst Urs Joseph Byss aus Solothurn. Als Militärkaplane waren die beiden Kapuzinerpatres Leo Jütz aus Schwyz und Dionys Hochstrasser aus Stans sowie der Benediktiner Dr. theol. Paul François aus Einsiedeln eingeteilt. Nachdem sich Freiburg und Luzern aus der Werbung zurückzogen, wurde die Mannschaft in den übrigen katholischen Kantonen ausgehoben. Während Obwalden Mühe damit bekundete, war in Uri der Wille, gegen die "Türken, die die Christenheit bedrohen" in den Krieg zu ziehen, stärker wirksam. | |
| Einsatz, Ereignisse               | Nach der Besammlung des Regiments in Altdorf, der Überquerung des Gotthardpasses im Winter mit bereits ersten Verlusten an Mannschaft, fand die Eintritts-Musterung in Bergamo statt. Eine Zweite folgte in Venedig auf dem Lido durch französische Offiziere. Die urteilten mit der Absicht, diese Frankreich nicht genehme Werbung möglichst zu behindern, teilweise in schikanöser Weise. General Mocenigo, der Kommandant, verschob schliesslich seine Kampfgruppe aus Schweizern, Venezianern, deutschen Landsknechten und 1'000 Mann sowie 120 Reitern der Malteser Ritter per Schiff in den Bereitschaftsraum im Hafen der Insel Poros. Die Angriffsgrundstellung zum Sturm der Stadt Chalkis, später auf der Insel Euböa, verwandelte sich jedoch bald in ein Krankenlager. In kurzer Zeit wurden grosse Teile der Mannschaft inklusive der Regimentskommandant Schmid und sein Stellvertreter Zurlauben von einer epidemischen Seuche (Grippe?) dahingerafft. Sie hatten Hauptmann Abyberg als Nachfolger vorgesehen. Aber der zwielichtige Oberst Joseph Heller berief sich auf seine rangälteste Stellung und riss das Kommando an sich. Offenbar nahm er auch die persönliche Ausrüstung seiner Vorgänger in Besitz. Bei den Sturmangriffen auf die befestigte Stadt mit dem Schlachtruf "Giesu con noi!", die allerdings nicht über die Vorwerke hinaus kamen, soll er sich jeweils "krankgemeldet" und hinter Schanzkörben versteckt haben. Er sei dem Kriegsgericht nur entgangen, weil die Ehre des tapferen Regiments diese Schande nicht verdient habe. Krankheit und die grossen Verluste bei den zahlreichen Sturmangriffen hatten inzwischen das Regiment auf Kompaniestärke reduziert, so dass der Kommandant Mocenigo III., dessen übrige Truppen sich durch Desertion fast aufgelöst hatten, die Belagerung abbrach und den kümmerlichen Rest der Schweizer Truppe zurück nach Patras verlegte. Von dort setzte sich Oberst Heller, ohne seinen Auftrag zu Ende zu führen, in Venedig die vorzeitige Rückkehr des Regiments nach Hause zu erreichen, einfach in die Heimat ab. Seine Truppe wurde dann noch, trotz zweimaliger Bitte um Hilfe der Schwyzer Behörden an den Papst, über die vertragliche Dienstzeit hinaus als Schutztruppe in Nafpaktos zurück behalten, bevor sie unter dem vom venezianischen Oberkommando eingesetzten Oberst Joseph Byss entlassen und nach Venedig zurücktransportiert wurde. 1691 kam ein Häuflein von kaum 200 Mann mit Oberstleutnant Achermann zurück über den Gotthard und die Verzweiflung in der Innerschweiz über die enormen Verluste war gross. Die einzige Kompanie des Fürstbischofs von St. Gallen im Regiment brachte weniger als ein Dutzend der ursprünglich über 200 Mann nach Hause. Ein zeitgenössischer Historiker drückte es so aus: „Ury hat fünf oder mer Compagnien gehabt, darzue der Obrist und vil junge, gewaltige Leüt von den Vornembsten des Landes, hat aber alle verloren, so durch Krankheit etc. gebliben und gestorben, ja sogar, dass kein Landmann mer heim kommen.“ Die Machenschaften und Diebstähle von Oberst Heller führten dann noch zu politischen Verstimmungen unter den innerschweizerischen Kantonen. Heller selbst musste sich jedenfalls drei Jahre im Kloster Seedorf verstecken, um von den Angehörigen der Gefallenen nicht gelyncht zu werden. Das Eintreiben der Soldrückstände in Venedig soll auch noch länger gedauert haben. | |

Schon 1701, nachdem die katholischen Regimenter von Roll und Schmid fürchterliche Verluste und von Venedig eine miserable Behandlung erlitten hatten, wurden Bern und Zürich aber bereits wieder, nun vom Residenten Vendramino Bianchi, für 2 Regimenter von 1'000 Mann angegangen. Bekämpft von den Schweizer Offizieren in französischen und holländischen Diensten sowie den fremden Gesandten, die für ihre eigenen Werbungen fürchteten, dauerten die Verhandlungen diesmal noch länger. 1705 endeten sie aber doch in einem Vorschlag für eine Kapitulation von 28 streng gefassten Artikeln. Der angesehene Oberst Gabriel von Weiss, mit seinen offensichtlich bitteren Erfahrungen, kritisierte diesen eindringlich, einzeln Punkt für Punkt. Er empfahl, ihn entweder zu verschärfen oder das ganze Gesuch sogar abzulehnen, weil

„dan ungläublich ist, was vor verordnete schelmenstückli einem Ehrlichen Mann daselbsten [in Venedig] angethan werden ...[ ]... und [man solle] bedenken, man habe mit Italienern zuthun ...[  ]... die Erfahrung bezüget, dass das Jenige, so Anno 1658 von dem Residenten Sarotti concludiert, und versprochen im geringsten nit gehalten worden.“

Doch ungeachtet seiner Warnungen wurde der Vertrag von der Tagsatzung verabschiedet und 1706 im Grossmünster und Rathaus von Zürich mit grossem Zeremoniell feierlich beschworen. Der venezianische Vertreter übergab den Zünften dabei einen silbernen Becher, allen Mitgliedern des kleinen und grossen Rats eine extra für die Feier geprägte Medaille und jedem der vier Abgeordneten von Bern und Zürich eine goldene Kette. Alt-Schultheiss Johann Rudolf Sinner von Bern wurde zum Schluss sogar noch zum Ritter von San Marco geschlagen. Die 100 Mann der Stadtwache, verantwortlich für die Sicherheit des Anlasses, gingen leer aus. Aber die ehrwürdigen, gestrengen, ehrenfesten und hochwohllöblichen Honoratioren waren ergriffen von der Bedeutung des Moments und sich selbst. Die Zahlungen Venedigs an die Truppen im Einsatz jedoch, sollten dann trotzdem nur schleppend bis gar nicht erfolgen!
| Bezeichnung, Einsatzdauer         | (10ven)Regiment Müller 1716–1719 | (10ven)Regiment Müller 1716–1719 |
| Jahr, Vertragspartner             | 1716, Kapitulation zwischen der Republik Venedig und den Kantonen Bern, Zürich, Uri, Schwyz, Unterwalden, Luzern, Zug, Solothurn, Freiburg und den 3 Bünden.                                      | 1716, Kapitulation zwischen der Republik Venedig und den Kantonen Bern, Zürich, Uri, Schwyz, Unterwalden, Luzern, Zug, Solothurn, Freiburg und den 3 Bünden. |
| Bestand, Formation                | 1 Regiment von 1'800 Mann in 3 Bataillonen (1 aus Zürich und Bern, 2 aus den katholischen Kantonen) mit 4 Kompanien.                                                                              | |
| Besitzer, Kommandant, Namensgeber | Unter Oberst Johann Georg Müller aus Glarus. | |
| Herkunft Kader, Truppe            | Ausgehoben in Bern, Zürich, Uri, Schwyz, Unterwalden, Luzern, Zug, Solothurn und Freiburg. | |
| Einsatz, Ereignisse               | Einsatz in Dalmatien und auf dem Peloponnes gegen die Osmanen. Nach dem Friedensschluss 1718 in Garnison auf Korfu. 1719 beim Ablauf der Kapitulation entlassen und in die Schweiz zurückgeführt. | |

| Bezeichnung, Einsatzdauer         | (11ven)Regiment von Stockar 1716–1719 | (11ven)Regiment von Stockar 1716–1719 |
| Jahr, Vertragspartner             | 1716, Kapitulation zwischen der Republik Venedig und den Kantonen Bern, Zürich, Uri, Schwyz, Unterwalden, Luzern, Zug, Solothurn, Freiburg und den 3 Bünden.                                      | 1716, Kapitulation zwischen der Republik Venedig und den Kantonen Bern, Zürich, Uri, Schwyz, Unterwalden, Luzern, Zug, Solothurn, Freiburg und den 3 Bünden. |
| Bestand, Formation                | 1 Regiment von 1'800 Mann in 3 Bataillonen mit 4 Kompanien. | |
| Besitzer, Kommandant, Namensgeber | Unter Oberst Stockar aus Neunforn Schaffhausen. | |
| Herkunft Kader, Truppe            | Ausgehoben in Zürich und Schaffhausen. | |
| Einsatz, Ereignisse               | Einsatz in Dalmatien und auf dem Peloponnes gegen die Osmanen. Nach dem Friedensschluss 1718 in Garnison auf Korfu. 1719 beim Ablauf der Kapitulation entlassen und in die Schweiz zurückgeführt. | |

| Bezeichnung, Einsatzdauer         | (12ven)Regiment von Salis 1716–1719 |
| Jahr, Vertragspartner             | 1716, Kapitulation zwischen der Republik Venedig und den Kantonen Bern, Zürich, Uri, Schwyz, Unterwalden, Luzern, Zug, Solothurn, Freiburg und den 3 Bünden.                                      |
| Bestand, Formation                | 1 Regiment von 1'800 Mann in 3 Bataillonen mit 4 Kompanien. |
| Besitzer, Kommandant, Namensgeber | Unter Oberst Andreas von Salis. |
| Herkunft Kader, Truppe            | Ausgehoben in den Drei Bünden. |
| Einsatz, Ereignisse               | Einsatz in Dalmatien und auf dem Peloponnes gegen die Osmanen. Nach dem Friedensschluss 1718 in Garnison auf Korfu. 1719 beim Ablauf der Kapitulation entlassen und in die Schweiz zurückgeführt. |

Das waren 1719 die drei letzten Schweizer Truppen in venezianischen Diensten. Sie wechselten anschliessend nach Spanien.

## Niedergang und Ende
Der Seeweg nach Indien hatte die ganz grossen Handelsströme zunehmend aus der Adria verdrängt. Dies führte zum endgültigen Niedergang der einst stolzen Republik Venedig. Als die napoleonischen Truppen 1797 den aufflammenden Widerstand auf der "Terra Ferma" (Festlandteil Venedigs) gebrochen hatten, löste der venezianische Grosse Rat die Republik auf und der letzte Doge, Ludovico Manin, übergab die Stadt kampflos. Die tausendjährige Geschichte der "Serenissima" war endgültig zu Ende. 1866 wurde Venedig schliesslich dem 1861 entstandenen Einheitsstaat Italien angeschlossen.